# André Chevrillon
André Louis Chevrillon, född den 3 maj 1864 i Ruelle-sur-Touvre (Charente), död den 9 juli 1957 i Paris, var en fransk författare. Han var systerson till Hippolyte Taine.
Chevrillon var en tid professor vid marinskolan vid Lilles universitet. Han skrev innehållsrika studier över brittisk litteratur, bland vilka märks Sydney Smith et la renaissance des idées libérales en Angleterre (1894), Études anglaises (1901), Nouvelles études anglaises (1910) och Trois études de littérature anglaise (1921). Han utgav även ett flertal reseskildringar, varibland märks Dans l'Inde (1891), Terres mortes (1897), Sanctuaires et paysages d'Asie (1905), Crépuscules d'Islam (1906) samt La Bretagne d'hier. Chevrillon var från 1920 ledamot av Franska Akademien.